# Giorgos Sideris
Giorgos Sideris (Pireu, 5 de abril de 1938) é um ex-futebolista grego.

## Carreira
Giorgos Sideris foi artilheiro em três oportunidades na liga nacional, tendo uma passagem marcante pelo Olympiakos.